# 7314 Pevsner
7314 Pevsner este un asteroid din centura principală de asteroizi.

## Descriere
7314 Pevsner este un asteroid din centura principală de asteroizi. A fost descoperit pe 25 martie 1971 la Observatorul Palomar de Cornelis Johannes van Houten, Ingrid van Houten-Groeneveld și Tom Gehrels. Asteroidul prezintă o orbită caracterizată de o semiaxă mare de 3,12 ua, o excentricitate de 0,15 și o înclinație de 1,7° în raport cu ecliptica.